# Viborg FF

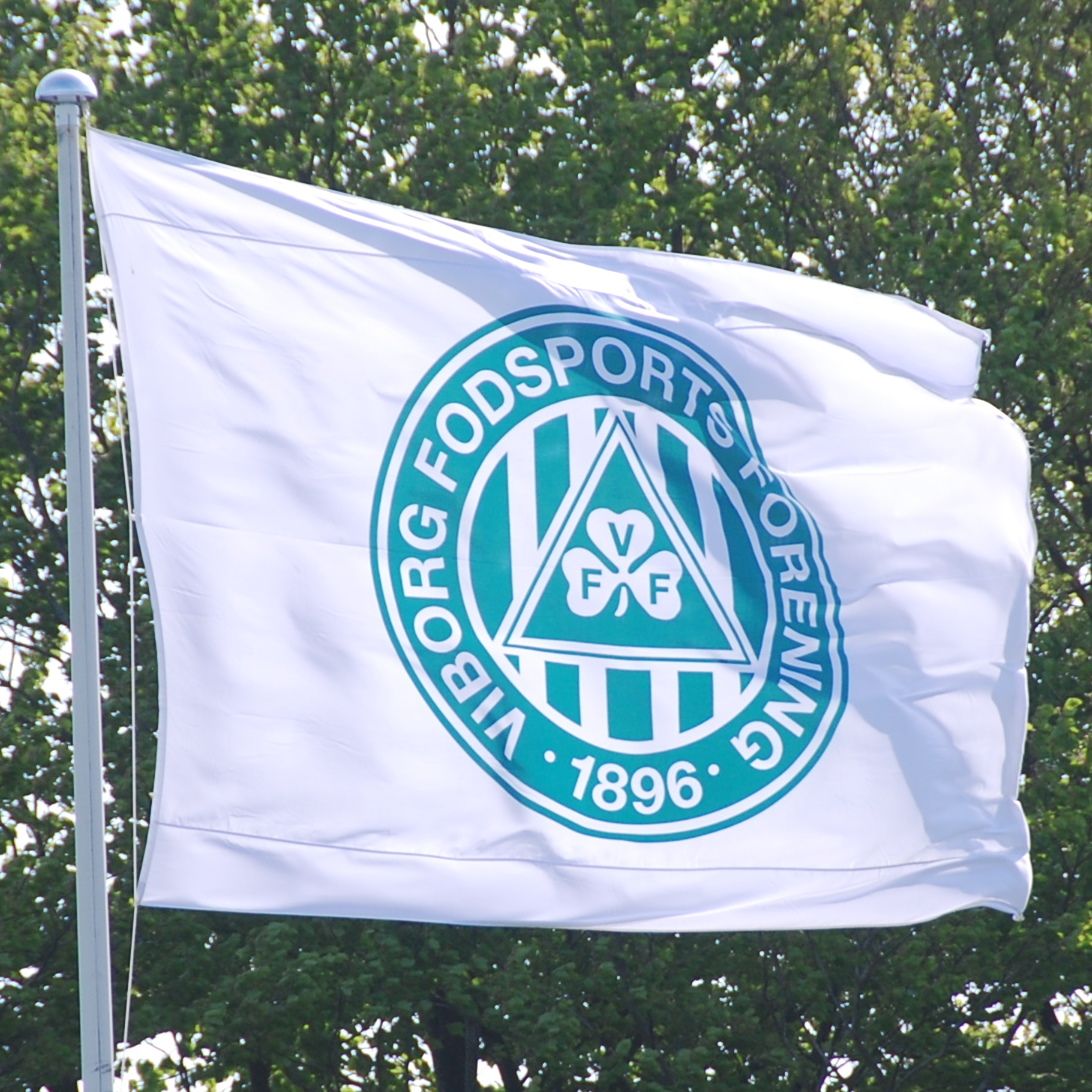
(Foto: Lars Schmidt)

Viborg FF este un club de fotbal din Viborg, Danemarca care evoluează în Superliga Daneză.

## Numere retrase
- 22  Søren Frederiksen, Striker, 1989-1994, 1995-1996, 1998, 2001-2005

## Antrenori
| Nume              | Naționalitate     | Perioadă  |
| ----------------- | ----------------- | --------- |
| Harald Hansen     | Danemarca         | 1926-1927 |
| Axel Holm         | Danemarca         | 1930-1931 |
| Sofus Nielsen     | Danemarca         | 1932-1933 |
| Charlie Pohl      | Germania          | 1933-1935 |
| Arnold Thisted    | Danemarca         | 1935-1937 |
| Valdemar Bodilsen | Danemarca         | 1937-1938 |
| Emil Asmussen     | Danemarca         | 1940-1941 |
| Willy Henriksen   | Danemarca         | 1942-1944 |
| Valdemar Bodilsen | Danemarca         | 1945-1947 |
| Poul Snedker      | Danemarca         | 1947-1949 |
| Aksel Larsen      | Danemarca         | 1949-1950 |
| Svend H. Mønster  | Danemarca         | 1950-1953 |
| Walter Presch     | Austria           | 1953-1954 |
| Harry Albertsen   | Danemarca         | 1954-1955 |
| Svend H. Mønster  | Danemarca         | 1955-1956 |
| Walter Presch     | Austria           | 1956-1957 |
| Karlo Niilonen    | Danemarca         | 1958-1960 |
| Leo Nielsen       | Danemarca         | 1961-1963 |
| Rudi Strittich    | Austria           | 1964      |
| Erik Schou        | Danemarca         | 1965      |
| Knud Schou        | Danemarca         | 1966-1968 |
| Jim Magill        | Republica Irlanda | 1969      |
| Robert Andreasen  | Danemarca         | 1970-1971 |

| Nume                 | Naționalitate | Perioadă  |
| -------------------- | ------------- | --------- |
| Kaj Stærk            | Danemarca     | 1972-1974 |
| Eduard Bründl        | Belgia        | 1975      |
| Bent Martin          | Danemarca     | 1976      |
| Erik Bundgaard       | Danemarca     | 1977-1979 |
| Svend Hugger         | Danemarca     | 1980–1981 |
| Eduard Bründl        | Belgia        | 1982-1983 |
| Erik Bundgaard       | Danemarca     | 1984      |
| Jens Tang Olesen     | Danemarca     | 1984–1987 |
| Hans Ove Andersen    | Danemarca     | 1988-1989 |
| Peter Rudbæk         | Danemarca     | 1990-1993 |
| Roald Poulsen        | Danemarca     | 1993-1994 |
| Viggo Jensen         | Danemarca     | 1995      |
| Ove Christensen      | Danemarca     | 1995-1999 |
| Kim Poulsen          | Danemarca     | 1999-2001 |
| Søren Kusk           | Danemarca     | 2001-2003 |
| Benny Lennartsson    | Suedia        | 2003      |
| Ove Christensen      | Danemarca     | 2003–2006 |
| Tommy Møller Nielsen | Danemarca     | 2006-2007 |
| Anders Linderoth     | Suedia        | 2007      |
| Hans Eklund          | Suedia        | 2007-2009 |
| Søren Frederiksen    | Danemarca     | 2009      |
| Lars Søndergaard     | Danemarca     | 2009–     |

## Jucători notabili
- Arnold Thisted
- Hermann Brüchmann
- Erik Bundgaard
- Sven Aage "Svenner" Poulsen
- Finn Døssing
- Jørgen Pedersen
- Hans Ove Andersen
- Jakob Kjeldbjerg
- Mike Burns
- Paul Obiefule
- Peter Rasmussen
- Heine Fernandez
- Søren Frederiksen
- Steffen Højer
- Michael Gravgaard
- Jesper Christiansen
- Ralf Pedersen

## Palmares
- Cupa Danemarcei:
  - Campioană (1): 1999-2000
- Supercupa Danemarcei:
  - Campioană (1): 2000